# Спридитис
Спридитис (латыш. Sprīdītis) — латышский сказочный герой. Сюжеты с участием Спридитиса изначально были заимствованы из народных сказок и пьесы Анны Бригадере. Символ Спридитиса олицетворяет поиск счастья (счастливого места)
Директора Рижского латышского театра Екаб Дубурса попросил Анну Бригадере перевести иностранное произведение, но Бригадере отклонила это предложение как совершенно чуждое его сути. По словам Бригадере идея создать для детей фольклорную пьесу о мальчике Спридитисе и его приключениях в поисках имущества возникла почти внезапно.
Спридитис - маленький мальчик — пастушок, который ушел от злой мачехи. По пути он встречает добрых персонажей — Мать Ветров, Мать Лесов и Старичка, а также злых — Жадину, Лопоухого и Чёрта, которых побеждает. В конце Спридитис возвращается домой.
Отличительные признаки — пастушья шапка и лопата на плече.
В 1985 году на Рижской киностудии был снят советско-чехословацкий фильм «Спридитис», режиссера Гунарса Пиесиса.
Спридитис один из самых популярных персонажей в кукольных театрах Латвии. Пьеса «Спридитис» одна из самых поставленных пьес в Латвии.
Именем Спридитиса названы первый сконструированный в Латвии самолет (1924 год) и микроавтобус РАФ-8 (1958). В 2004 году образ Спридитиса был изображен на монете, выпущенной в честь вступления Латвии в Евросоюз. В парке Тервете установлена скульптура Спридитиса.